# Alina Scholtz
Alina Scholtz, född 24 september 1908 i Lublin, död 25 februari 1996 i Warszawa, var en polsk landskapsarkitekt och pionjär inom sitt yrke. Under sin karriär utförde hon olika publika och privata projekt för begravningsplatser, parker och grönområden. Några projekt är en villa i Warszawa som hon vid världsutställningen i Paris 1937 fick en silvermedalj för, minneskyrkogården för offren i Palmirymassakern och landskapsprojekt längs den öst-västra trafikrutten i Warszawa. Scholtz var en av grundarna av organisationen International Federation of Landscape Architects (IFLA).